# Kniphofia sarmentosa
Kniphofia sarmentosa är en grästrädsväxtart som först beskrevs av Henry Charles Andrews, och fick sitt nu gällande namn av Carl Sigismund Kunth. Kniphofia sarmentosa ingår i Fackelliljesläktet som ingår i familjen grästrädsväxter. Inga underarter finns listade i Catalogue of Life.